# Scathophaga nigrohirta
Scathophaga nigrohirta är en tvåvingeart som först beskrevs av Leander Czerny 1909.  Scathophaga nigrohirta ingår i släktet Scathophaga och familjen kolvflugor.
Artens utbredningsområde är Spanien. Inga underarter finns listade i Catalogue of Life.